# Malpighia; Rassegna Mensile de Botanica
Malpighia; Rassegna Mensile de Botanica (abreviado Malpighia) fue una revista con ilustraciones y descripciones botánicas que fue editada en Mesina. Se publicaron los números 1-34, en los años 1887/1888-1935/1937.